# Karlheinz Hottes
Karlheinz Hottes (* 2. Mai 1925 in Köln; † 1. Februar 2001) war ein deutscher Geograph und von 1965 bis 1995 Professor am Geographischen Institut der Ruhr-Universität Bochum (Emeritierung im Jahr 2001).
Mit seinen Arbeiten über die Geographie der Telekommunikation und Industrie, erkannte Hottes bereits in den 1960er/1970er Jahren die bedeutende Rolle von Telekommunikation für die industrielle Entwicklung von Wirtschaftszentren im 20. Jahrhundert. Darüber hinaus war Hottes Mitglied in mehreren Kommissionen (Industriegeographie, Geographie der Telekommunikation) in der Internationalen Geographischen Union.
Gemeinsam mit seinen französischen Kollegen (Christian Verlaque, Henry Bakis) gründete er 1984 die "Telecommunications and Communication" Arbeitsgruppe innerhalb der Internationalen Geographischen Union. Darüber hinaus verstand es Hottes das Feld der Telekommunikationsgeographie mit anderen Themengebieten, wie Industriegeographie, Telemantik und Geoinformatik auf verschiedenen Konferenzen zu verknüpfen und somit gemeinsame und zukunftsfähige Forschungsfelder abzustecken sowie wissenschaftliche Synergien zu generieren. Als Konferenzen wären Koblenz (1986), Den Haag (1996), Leipzig (1998, 2001) und Stuttgart (2000) zu nennen.

## Veröffentlichungen

### Bücher
- 1954 – Die zentralen Orte im Oberbergischen Lande, Forschungen zur Deutschen Landeskunde, vol.69, 149 p., 10 cartes;
- 1967 – Die Naturwerkstein-Industrie und ihre standortprägenden Auswirkungen. Eine vergleichende industriegeographische Untersuchung dargestellt an ausgewählten europäischen Beispiel, 270 p.; Publisher: Giessen : W. Schmitz. (Open Library, OL19329241M; Library of Congress HD9621 E82 H6 SUPPL).
- Liberia 1971: Ergebnisse einer Studienbereisung durch ein tropisches Entwicklungsland;
- 1980 – Methoden und Feldforschung in der Industriegeographie (mit Wolf Gaebe), Mannheimer geographische Arbeiten, Institut der Universität, Mannheim, VII-248 p.
- 1988 – Die Deckung des industriell-gewerblichen Flächenbedarfs in einem sich wandelnden Industriegebiet, mit Hans-Dieter Piel, ISBN 3-88995-047-7.;
- 1991 – Bergbau und Regionalentwicklung in Nordamerika (mit Thomas Nussbruch & Karsten Schreiber), Geographisches Institut, Ruhr-Universität Bochum, 181 p. (ISBN 9783925143106; OCLC ocm25027174)
- 1992 – Die Plantagenwirtschaft in der Weltwirtschaft : Innovationskraft und heutige Strukturen des Plantagensystems, Frankfurt; New York : P. Lang se: "Bochumer Schriften zur Entwicklungsforschung und Entwicklungspolitik"

### Herausgebende Tätigkeit
- 1980 – Case studies in industrial geography (dir. avec Ian F.E. Hamilton), International Geographical Union. Working Group on Industrial Geography, Conference Proceedings
- 1983 – Joint Ventures in Asien : eine Form internationaler Produktionskooperation (dir. avec Christian Uhlig), XIV-307 p., Stuttgart;
- 1986 – 'Technology and Industrial Change in Europe', Materialien, zur Raumordnung, vol. 32, co-ed. avec Hans-Ulrich Weber & Egbert Wever, Bochum;
- 1995 – Telecommunications and emerging spatial and economic organisation, Vol. 47, co-ed. avec Henry Bakis & Hans-Ulrich Weber, Materialien zur Raumordnung, Bochum, 131 p.;
- 1997 – 'Télécommunications rhénanes', Spezialausgabe der Revue Géographique de l’Est, n°4;

### Artikel
Er veröffentlichte zahlreiche Artikel in mehreren Zeitschriften (Auswahl):
- 1985 – Revue géographique de l’Est Tome 25, n° 2–3, Vieilles villes industrielles d’Europe occidentale: 'Le développement spatial du bassin de la Ruhr', pp. 241-248; ISSN 0035-3213,
- 1987 – Bulletin de l’IDATE, n° 26, 1r tr.
- 1990 – Netcom, Vol. 13, n° 3-4, 'Geography of Telecommunications and Communications - History, Activities, Aims'(mit Peter Graef), pp. 171-184
- 1991 – Netcom, 'Les télécommunications en Malaisie et Singapour'.
- 1998 – Ergebnisbericht (mit Peter Graef): 'Research group 17: Geography of communication and telecommunication – Development, activities and ambitions 1984 – 1998', 1.
- 1999 - Netcom, with : Gräf Peter, 'The German Working Group on “Geography of Communications and Telecommunications 1984-1999”' in, Gräf Peter (Editor), 'Telecommunications in Progress - Geography, Economy and Social Impacts. Research in Germany', Netcom, Vol. 13, N° 3-4, pp. 171-184